# Pavle Bohinc
Pavle Bohinc, slovenski farmacevt, * 25. januar 1911, Ljubljana, † 22. december 1991, Ljubljana.

## Življenje in delo
Diplomiral je 1934 na farmacevtskem oddelku zagrebške Filozofske fakultete in postal 1936 magister farmacije. Leta 1946 je v Ljubljani organiziral srednjo farmacevtsko šolo in jo kot ravnatelj in pedagog vodil do 1962. V letih 1953−1960 je sodeloval v raziskovalnem laboratoriju tovarne Lek. Od 1960 je bil predavatelj galenske farmacije na farmacevtskem oddelku Fakultete za naravoslovje in tehnologijo Univerze v Ljubljani. Leta 1966 je doktoriral iz kemijskih znanosti, bil 1969 izvoljen za izrednega in 1975 rednega profesorja farmacevtske tehnologije in farmakologije. 1964 je prevzel predmet farmakognozija, ki obravnava zdravila naravnega izvora (biogena zdravila) in od 1972 skoraj do smrti (1991) vodil katedro za farmakognozijo na tem oddelku. Po upokojitvi leta 1981 je predaval še do 1986. Za izjemno delo mu je Univerza v Ljubljani leta 1982 podelila naziv zaslužnega profesorja. Napisal je več samostojnih publikacij ter znanstvenih in strokovnih člankov. Bohinc zavzema vidno mesto med pionirji slovenskega farmacevtskega šolstva in farmacevtske znanosti. V znak hvaležnosti in v spomin na plemenito delo so Pavlu Bohincu leta 2003 postavili v avli Fakultete za farmacijo portret v bronu (skupaj z Dušanom Karbo).